# Ньєрі
Ньєрі — місто в Кенії, столиця провінції Центральна. У місті знаходиться колишній будинок Роберта Байдена-Павелла, засновника скаутського руху, який провів останні роки життя у цьому місті. Сьогодні в ньому знаходиться музей.

## Географія
Ньєрі розташований між пасмом Абердер на сході та горою Кенія на заході.

### Клімат
Місто знаходиться у зоні, котра характеризується середземноморським кліматом. Найтепліший місяць — квітень із середньою температурою 17.8 °C (64 °F). Найхолодніший місяць — липень, із середньою температурою 15.3 °С (59.5 °F).
| Клімат Ньєрі            | Клімат Ньєрі | Клімат Ньєрі | Клімат Ньєрі | Клімат Ньєрі | Клімат Ньєрі | Клімат Ньєрі | Клімат Ньєрі | Клімат Ньєрі | Клімат Ньєрі | Клімат Ньєрі | Клімат Ньєрі | Клімат Ньєрі | Клімат Ньєрі |
| Показник                | Січ.         | Лют.         | Бер.         | Квіт.        | Трав.        | Черв.        | Лип.         | Серп.        | Вер.         | Жовт.        | Лист.        | Груд.        | Рік          |
| Середня температура, °C | 16,5         | 17,2         | 17,7         | 17,8         | 17,2         | 16           | 15,3         | 15,4         | 16,6         | 17,3         | 16,6         | 16,2         | 16,7         |
| Норма опадів, мм        | 52.5         | 54.7         | 80.9         | 211.3        | 207.4        | 50.3         | 53.9         | 50.2         | 44.5         | 133.4        | 143.1        | 78           | 1160.2       |
| Днів з опадами          | 9,4          | 9            | 12,5         | 20,4         | 19           | 10,1         | 11,9         | 12,6         | 9,1          | 14,2         | 20,4         | 13,6         | 162,2        |
| Вологість повітря, %    | 61.3         | 59.6         | 63.4         | 72.4         | 73.6         | 72.3         | 73.7         | 72.5         | 64.8         | 65           | 71           | 66.1         | 68           |
| ----------------------- | ------------ | ------------ | ------------ | ------------ | ------------ | ------------ | ------------ | ------------ | ------------ | ------------ | ------------ | ------------ | ------------ |
| Джерело: Weatherbase    |              |              |              |              |              |              |              |              |              |              |              |              |              |

## Історія
В кінці 1902 року Річард Майнертзаґен з групою британських військових зіткнувся з опором з боку племені кікую під проводом вождя Вангомба ва Іхуру. Плем'я кікуйю, що заселяло територію біля підніжжя гори Кенія і гірського ланцюга Абердар, зазнало нищівної поразки. Списи і стріли тубільців виявилися безсилі проти європейських гвинтівок.
Після цієї перемоги був заснований британський військовий пост названий Ньєрі, за назвою пагорба на якому він з'явився. У нове місто потягнулися європейські поселенці та індійські купці.
В епоху колоніальних воєн в Ньєрі розміщувався військовий гарнізон, але незабаром місто перетворилося на торговий центр для білих фермерів, які вирощують худобу, пшеницю та каву. Фермери часто приїжджали в місто, щоб чогось випити і поспілкуватися, готель «Білий Носоріг», і «Абердарський клуб» — живі нагадування про ті часи.
Ньєрі дав країні багато відомих особистостей, найзнаменитіші з них — це Вангарі Маатаї, лауреат нобелівської премії миру 2004 року, Мваї Кібакі, третій президент Кенії, Дедан Кіматі, генерал, який брав участь у війні проти британських колоністів і Кетрін Ндереба, срібний призер олімпійського марафону, чотириразова переможниця бостонського марафону і багаторазовий призер інших змагань.

## Економіка
Найбільшим офіційним роботодавцем у Ньєрі, який донедавна був адміністративним центром колишньої Центральної провінції, є уряд Кенії. Місцева муніципальна рада та постачальники комунальних послуг також є значними роботодавцями. Різні сектори індустрії послуг, включаючи роздрібну торгівлю, гостельний бізнес, банківську справу, страхування, благодійну індустрію, релігійні організації, особливо католицьку церкву.
Основними промисловими підприємствами є завод з розливу Coca-Cola, завод з розливу води та фруктових соків, низка фабрик з переробки чаю та кави, фабрика з переробки та пакування молока, якою володіє та керує Kenya Co-operative Creameries Ltd, а також ряд кукурудзо-молочників. Існує також широкий спектр переважно нескладних галузей легкої промисловості, включаючи автосервіси, майстерні з ремонту електроніки, меблеві майстерні, кравецькі майстерні та пекарні. Привабливі інвестиційні можливості існують у промисловій зоні Ньєрі Кіганджо, яка обслуговується нещодавно відремонтованою залізничною лінією та має достатньо землі для промислового розширення. 
Основною галуззю промисловості в Ньєрі є сільське господарство, яке переважно немеханізоване. Міська територія фактично є частиною навколишніх сільських територій великого округу Ньєр. Основними товарними культурами є кава та чай, які вирощуються в основному дрібними власниками, які організовані у квазіприватні кооперативи або компанії, які підтримуються та контролюються державою, для розподілу сільськогосподарських ресурсів, основної обробки та збуту.
Основними продовольчими культурами є кукурудза, бобові (особливо квасоля та горох), бульби (переважно картопля) та овочі (особливо помідори, капуста, шпинат та листова капуста). Розводиться також худобу, переважно молочного напряму, кіз, овець, курей. Вирощуванням продовольчих культур і тваринництвом також займаються дрібні власники, причому маркетинг і розподіл надлишкової продукції (після власного споживання фермерами) здійснюється приватно.
Туризм також має важливе значення, оскільки поблизу є багато туристичних напрямків, включаючи національні парки Абердер і Маунт-Кенія. Музей Ньєрі розташований у місті Ньєрі, де зберігаються культурні артефакти та колоніальна історія Кенії.